# Živko Budimir
Živko Budimir (Vir, Posušje, 20. studenoga 1962.), hrvatski bosanskohercegovački političar, general i predsjednik entiteta Federacija Bosne i Hercegovine od 2011. do 2015. U vrijeme njegovog mandata Federacija BiH ušla je u najveću političku krizu, opisanu kao najveću krizu od Daytonskog sporazuma. 
Budimir je sudjelovao u Domovinskom ratu u Hrvatskoj i Bosni i Hercegovini. Imenovan je generalom Hrvatske vojske i Hrvatskog vijeća obrane te sudjelovao na bojištima u Slavoniji i Bosni i Hercegovini, a pred kraj rata zapovijeda Južnim bojištem u vrijeme operacije Oluja koje nije bilo u sklopu same operacije. HSP-u BiH pridružuje se 2006.
Nakon političke krize, uzrokovane nemogućnošću sastavljanja Vlade, koja je trajala između listopada 2010. i ožujka 2011. stvorena je koalicijska vlada, "Platforma", između SDP-a BiH, SDA, HSP-a BiH i NSRzB-a. Budimir je tom prilikom izabran za predsjednika Federacije BiH. Koalicija je izabrana na izvanrednoj sjednici Zastupničkog doma i Doma naroda Parlamenta FBiH bez dovoljno glasova Hrvata u Domu naroda, pa je Središnje izborno povjerenstvo njegov izbor proglasilo nezakonitom. Uz pomoć Valentina Inzka, visokog predstavnika za Bosnu i Hercegovinu, Budimir je ostao predsjednik jer je Inzko suspendirao odluke SIP-a. Zbog ovoga je Budimir kritiziran od strane hrvatskih političkih i intelektualnih krugova.
U veljači 2012. Budimir ulazi u sukob s federalnim ministrom branitelja, Zukanom Helezom. Sukob je izbio zbog Zakona o reviziji koji je izazvao krizu vlasti. Zakon o reviziji bio je okarakteriziran kao povijesno revizionistički, a s njim se ciljalo da se obesprave veterani Hrvatskog vijeća obrane, a u prvom redu zatvorenici logora Armije BiH. U prosincu 2012. Zakon o reviziji je proglašen neustavnim od strane Ustavnog suda FBiH na osnovi Budimirove tužbe.
U lipnju 2012. dolazi do novog vala krize koju su izazvali članovi vlade iz SDP-a i SDA glede raspodjele dužnosti u državnim poduzećima. SDP BiH ulazi u savez s HDZ-om BiH, HDZ-om 1990 i SBB-om te stvaraju novu parlamentarnu većinu koja zahtjeva smjenu Budimira i ministara iz SDA, HSP-a BiH i NSRzB-a. Novi val krize doživljava vrhunac između prosinca 2012. i veljače 2013. kada je kroz Parlament FBiH izglasovano nepovjerenje federalnoj vladi, no daljnji proces smjene spriječio je SDA pozivajući se na vitalni nacionalni interes u Domu naroda. Budimirovu smjenu nakon ovoga traže sve stranke parlamentarne većine.
U svibnju 2013. Budimir je bio uhićen pod sumnjom primanja mita prilikom davanja pomilovanja, međutim, nakon jednomjesečnog pritvora pušten je zbog pomanjkanja dokaza. U studenome 2013. Tužiteljstvo BiH potvrdilo je optužnicu protiv Budimira i njegovih suradnika. U drugom slučaju, zbog nezakonitog nošenja oružja, osuđen je na uvjetnu kaznu zatvora u trajanju od šest mjeseci u srpnju 2014. U listopadu 2014. neuspješno se natjecao na općim izborima za hrvatskog člana Predsjedništva BiH.

## Mladost i obitelj
Živko Budimir rođen je u obitelji Joze Budimira u Viru kod Posušja. Budimir je živio s roditeljima, dvojicom braće i s dvije sestre u Belišću u Slavoniji, gdje je pohađao školu. Iz Belišća je otišao pohađati Zrakoplovno-tehničku vojnu školu u Rajlovcu kod Sarajeva. U prvom razredu vojne škole, 1979., učlanio se u Savez komunista Jugoslavije. Prema kazivanju njegovog prijatelja, Dinka Burića, odluka da pohađa vojnu školu bila je motivirana financijskim, a ne ideološkim razlozima jer radnička plaća njegovog oca koji je radio u Kombinatu Belišće nije bila dovoljna za plaćanje školovanja, pa se Budimir školovao o trošku Jugoslavenske narodne armije. Na vojno-tehničkoj vojnoj školi u Rajlovcu diplomirao je 1981., a SKJ napustio je 1984. kao pripadnik JNA. Iste godine bio je optužen da je jedan od ideologa albanskog iderentizma te da je vođa skupine koja je uništavala zrakoplove na mostarskom aerodromu. Prijetilo mu je jedanaest godina zatvora, no optužbe su kasnije odbačene.
Budimirov djed, Franjo Budimir - Bundi, bio je član Centralnog komiteta Saveza komunista Bosne i Hercegovine. U vrijeme Drugog svjetskog rata borio se na području istočne Hercegovine i Dalmacije u sastavu 3. brigade KNOJ-a gdje je bio i politički izaslanik, a sudjelovao je i u Bitci za Kupres 1942. Bio je jedan od utemeljitelja Okružnog komiteta KPJ za zapadnu Hercegovinu. Budimirovi stičevi, Ante i Božo Budimir, bili su također istaknuti dužnosnici u SR Bosni i Hercegovini. Ante Budimir, jedan od stričeva, zajedno s drugim komunističkim dužnosnicima, bio je upleten u aferu izgradnje vikendica u Neumu. Dobio je kredit od banke "potpuno neopravdano" koji je iskorišten različito od njegove namjene. Skandal je uvelike naštetio ugledu Saveza komunista u Bosni i Hercegovini.

## Vojna karijera
Nakon što je diplomirao na Zrakoplovno-tehničkoj školi JNA u Rajlovcu, Budimir je služio u zračnoj luci u Mostaru do 1986. kada je napustio JNA. Iz vojske je otišao zbog neslaganja s politikom u vojsci. Nakon uspostavljanja višestranačja u Hrvatskoj, Budimir se učlanio u Hrvatsku narodnu stranku Savke Dabčević-Kučar, no kasnije je bio član i Hrvatskoj kršćanskoj demokratskoj uniji Marka Veselice.
Početkom Domovinskog rata Budimir je postao pripadnik Civilne zaštite u Slavoniji gdje je radio na strukturi obrane. U kolovozu 1991. imenovan je zapovjednikom brigade i članom Kriznog stožera općine Valpovo sjeverno od Osijeka, a u listopadu 1991. imenovan je zapovjednikom Drugog korpusa Zbora narodne garde (ZNG). Budimir je sudjelovao i u akciji oslobađanja Baranje 3. travnja 1992., kada je bilo potpisano primirje. Zbog te akcije general Karl Gorinšek bio je smijenjen. U vrijeme akcije, hrvatske postrojbe bile su nadomak Belog Manastira, baranjskog središta tzv. SAO Krajine, no kako im se postrojbe kojima je zapovijedao Branimir Glavaš iz Osijeka nisu pridružile, akcija je propala. Godine 1992. njegova je jedinica bila u Orašju gdje je imenovan zamjenikom zapovjednika bojne zadužene za promidžbu. Nakon operacije Maslenica, Budimir je premješten u 5. brigadu HV-a gdje je radio u logistici.
Sljedeće godine, 1993., postao je pripadnik Hrvatskog vijeća obrane. Isprva je služio kao savjetnik za logistiku, kada je upoznao i Slobodana Praljka. Zatim je Budimir uskoro premješten u zapovjedno središte tomislavgradskog zbornog područja. U prosincu 1993. zamijenio je Praljka kao zapovjednik zbornog područja Prozor. Prije oslobodilačke operacije Oluja Budimir je bio pripadnik ZP Karlovac. Za vrijeme same operacije, Budimir je bio zapovjednik Južnog bojišta. U vrijeme Oluje bio je i savjetnik za vojna pitanja predsjedniku Franji Tuđmanu. Budimir je doživio prometnu nesreću u siječnju 1994. u Vuci kod Osijeka. Nakon dvije godine podnio je zahtjev za invalidsku mirovinu koju je dobio u prosincu 1996. Povjerenstvo hrvatske vlade mu je 2000. ukinulo invalidsku mirovinu. Budimir je obnašao brojne vojne dužnosti: bio je zapovjednik vrhovnog stožera Vojske Federacije Bosne i Hercegovine od travnja 1994. do srpnja 1995., zapovjednik vrhovnog stožera HVO-a od studenoga 1995. do rujna 1997., a zatim i zamjenik zapovjednika. Nedugo zatim postao je zapovjednik zajedničkog vrhovnog stožera Vojske Federacije Bosne i Hercegovine od rujna 1997. do siječnja 1999. Godine 1997. preselio se u Mostar. Na Vojnom učilištu Hrvatskih oružanih snaga "Ban Josip Jelačić" diplomirao je 2000, a u mirovinu otišao 2001. kao general pukovnik Vojske Federacije BiH i general bojnik Hrvatske vojske. Nakon umirovljenja bavi se športom i sudjeluje u osnivanju odbojkaškog kluba "Mostar".

## Politička djelatnost
Nakon što je bio pripadnik Hrvatske narodne stranke, Budimir se učlanio u Hrvatsku kršćansku demokratsku uniju, te je kasnije bio član i njezine sestrinske stranke HKDU BiH, kojoj je između 2003. i 2006. bio i predsjednik. Nakon slabljenja stranke prešao je u Hrvatsku stranku prava Đapić - dr. Jurišić. Kao član HKDU-a BiH, u rujnu 2002. uputio je priopćenje javnosti u kojem je izrazio podršku stožernom generalu HV-a Janku Bobetku, koji je bio optužen za ratne zločine pred Haaškim sudom za bivšu Jugoslaviju.
Na općim izborima 2006., kao član HSP-a Đapić - dr. Jurišić, bio je kandidat za zastupnika u Zastupničkom domu PS BiH u sklopu Koalicije za jednakopravnost u koju je HSP Đapić - dr. Jurišić ušao zajedno s NHI-em. Budimir je bio kandidat iz izborne jedinice 2 koja zahvaća Hercegovačko-neretvansku i Županiju Zapadnohercegovačju. Osvojio je 1746 glasova, najviše na listi, no nedovoljno za dobivanje zastupničkog mandata. Nakon izbora, predsjednik HSP-a Đapić - dr. Jurišić postao je predsjednik Vlade Županije Zapadnohercegovačke, kojemu je Budimir bio savjetnik. Na parlamentarnim izborima u Hrvatskoj 2007. nalazio se na listi Hrvatske stranke prava za dijasporu, međutim HSP nije uspio dobiti zastupničko mjesto.  U listopadu 2008. izabran je za gradskog vijećnika grada Mostara.
Prilikom kampanje za općinske izbore 2008., bio je nositelj liste HSP-a BiH. U kampanji je izjavio da će se HSP zalagati za izmjenu statuta grada Mostara te da izbori iz 2008. budu posljednji izbori po tadašnjem izbornom zakonu i nametnutom Statutu grada Mostara. Na konferenciji za novinare izjavio je da "Izborni zakon derogira temeljne principe demokracije, jer jedan glas u Mostaru ne vrijedi svugdje jednako."
U intervjuu napravljenom u prosincu 2009. izjavio je da procjenjuje kako "90% Hrvata smatra da su neravnorpavni" te je za takvu situaciju optužio bošnjačke političare zbog preglasavanja u Vladi FBiH. Istom prilikom je izjavio da zbog toga "na neki način podržava treći entitet". U travnju 2010., na Trećem zasjedanju udruženja Hrvatske zajednice Herceg-Bosne imenovan njezinim dopredsjednikom.

Pozivam Željka Komšića da povuče svoju kandidaturu za hrvatskog člana Predsjedništva i na taj način dopusti hrvatskom narodu da sam izabere svog predstavnika. [...] Komšić je možda Hrvat po rođenju, ali njegovi postupci ga čine izdajnikom hrvatskog roda.

U srpnju 2010. Budimir je bio kandidat za zastupnika u Skupštini Hercegovačko-neretvanske županije, te je izabran s osvojenih 2103 glasova, zajedno s Albertom Šunjićem. Hrvatska koalicija, čije su članice bile HSP BiH i HDZ 1990 optužila je HDZ BiH za izborne nepravilnosti, a Budimir je njihovu metodu nazvao "Bugarski vlak" te je izjavio da su izborne malverzacije napravili uz pomoć stručnjaka iz Srbije. Tvrdio je da je broj prebrojanih listića veći od broja glasača u pojedinim izbornim jedinicama.

## Predsjednik Federacije BiH

### Izbor
Nakon općih izbora u Bosni i Hercegovini održanih u listopadu 2010., političke stranke nisu bile u mogućnosti sastaviti vladu, što je dovelo Federaciju BiH u političku krizu. Na izvanrednoj sjednici Doma naroda Parlamenta FBiH bez prisustva 11 hrvatskih zastupnika od njih ukupno 17, zastupnici Socijaldemokratske partije, Stranke demokratske akcije, Hrvatske stranke prava BiH i Narodne stranke Radom za boljitak formirali su koaliciju zvanu Platforma i predložili Budimira za predsjednika, a Mirsada Kebu i Svetozara Pudarića za dopredsjednike Federacije BiH. Budimir je predsjednikom Federacije Bosne i Hercegovine postao nakon što su odluku potvrdila oba doma Parlamenta Federacije BiH 17. ožujka 2011. U klubu Hrvata Doma naroda, za ovu odluku glasovala su 4 člana SDP-a i jedan član NSRB-a, dok je Elvira Abdić-Jelenović iz DNZ-a bila protiv. Odluke su prihvaćene iako u Domu naroda nije bilo dovoljno glasova iz hrvatskog kluba zastupnika, njih 5 od potrebnih 6 je glasovalo za novu Platformu.
Nakon ovakvog zasjedanja Doma naroda Parlamenta Federacije BiH uslijedili su masovni prosvjedi Hrvata koje su organizirale udruge Domovinskog rata, Studentski zbor Sveučilišta u Mostaru, Hrvatski studentski politološki forum i Hrvatski intelektualni zbor. Prosvjedi su se održali u Mostaru, Širokom Brijegu, Livnu, Vitezu, Žepču i Orašju. Predsjednik Republike Hrvatske Ivo Josipović i predsjednica Vlade Hrvatske Jadranka Kosor u zajedničkoj su izjavi 18. ožujka 2013. pozvali "sve relevantne političke čimbenike u BiH... da spriječe mogućnost majorizacije" i naglasili da je "jednakopravnost triju konstitutivnih naroda i poštivanje njihove političke volje jedan je od temeljnih preduvjeta za stabilnost."
Središnje izborno povjerenstvo Bosne i Hercegovine je 24. ožujka poništilo odluku Doma naroda o imenovanju Budimira za predsjednika Federacije BiH i dvojice potpredsjednika, s obzirom na to da odluka nije sprovedena u skladu s izbornim zakonom. SIP je ocijenio da je izbor Budimira za predsjednika FBiH protivan Ustavu Federacije BiH. Međutim, Budimir je rekao kako ne priznaje odluku SIP-a te da će odstupiti jedino ako Ustavni sud Federacije BiH odluči da je njegovo imenovanje neustavno. Valentin Inzko, visoki predstavnik za Bosnu i Hercegovinu je suspendirao odluke SIP-a 28. ožujka 2013. Ironično, visoki predstavnik je svoju odluku objašnjavao da je izbor zakonit jer trećina od 17 iznosi 5.

Vlast nije uspostavljena sukladno zakonu i mi nikakvu odgovornost prema njoj nemamo. Dali smo upute svima da se tako i ponašaju. To je svojevrstan građanski neposluh, jer je grubo ignorirana volja hrvatskog naroda i mnogo gore od toga, grubo je narušen ustavni poredak i zakonodavstvo BiH.

Zbog ovakvog Budimirovog ponašanja, HDZ BiH i HDZ 1990 prozivali su Budimira zbog izdaje, što je Budimir negirao pravdajući se sudjelovanjem u Domovinskom ratu. Međunarodna krizna skupina (ICG) također je kritizirala izbor Budimira na mjesto predsjednika Federacije Bosne i Hercegovine. ICG je procijenio da je odluka visokog predstavnika kojom je suspendirana odluka Središnjeg izbornog povjerenstva išla na štetu Hrvata u Bosni i Hercegovini.
U kolovozu 2011. u Kruševu, Budimir je u vrijeme svadbe dobio prijetnje smrću, a zastupnik HSP-a BiH u Parlamentu Federacije BiH, Željko Asić zadobio je fizičke ozljede. HSP BiH je napad okarakterizirao kao posljedicu medijskog linča prema Budimiru te su optužili "paraobavještajnu organizaciju" u službi HDZ-a BiH.
Budimir se u studenome 2011. natjecao za predsjednika Glavnog stana HSP-a BiH, međutim, pobijedio je njegov protukandidat Žarko Pavlović, a Zvonko Jurišić ponovno je izabran za predsjednika stranke. Budimir je nezadovoljan napustio skup, a Jurišić je tvrdio kako unatoč tome nema raskola u stranci. Međutim, u listopadu 2012. HSP BiH se ipak podijelio u frakcije, a nezadovoljstvo je nastalo Budimirovim porazom u izboru za predsjednika Glavnog stana HSP-a BiH te je pozvao Jurišića da odstupi s mjesta predsjednika stranke. Jurišić je Budimirov zahtjev odbacio tvrdnjom da "Budimir nikad ne će bit predsjednik HSP-a BiH jer nije dao ništa za stranku", te dodao da će najvjerojatnije osnovati svoju vlastitu stranku.

### Sukob sa Zukanom Helezom
U veljači 2012. Budimir je ušao u sukob s ministrom branitelja Zukanom Helezom zbog Zakona o reviziji prava branitelja, kada je optužio Heleza za povijesni revizionizam i nemar za braniteljsku populaciju. Helez je naime tvrdio da Armija Republike Bosne i Hercegovine nije imala zarobljeničke logore na svom području, pa je ukinuo status logoraša zatvorenima. To je uznemirilo veterane iz HVO-a koji su bili zatvoreni u tim logorima. Hrvatska udruga logoraša Domovinskog rata zahtijevala je Helezovu ostavku i optužila ga za skrivanje zločina. Budimir je nakon toga podnio zahtjev za razmatranje ustavnosti Zakona o reviziji pred Ustavni sud Federacije BiH. Dana 11. travnja 2012. Budimir je raspustio tim za reviziju. To je napravio jer je proces revizije tekao nezakonito i zato što pripadnici HVO-a nisu nadzirali. Međutim, 23. svibnja, Federalna vlada je odlučila nastaviti s revizijom. Lokalni ogranci HSP-a BiH tražili su od stranačkog predsjedništva da podrži Budimira, međutim, oba HSP-ova minisra u vladi, Ante Krajina i Vjekoslav Čamber, podržali su Zakon o reviziji.
Tijekom krize nastale zbog Zakona o reviziji, Helez je aktivnost uvelike usredotočio na HVO, stavljajući tako hrvatske branitelje u težak položaj, a Budimira je optužio da je "lažni general". Međutim, 18. prosinca 2012. Ustavni sud Federacije BiH donio je odluku kojom je Zakon o reviziji proglašen neustavnim. Ovakva odluka Ustavnog suda je Heleza i predsjednika Federalne vlade Nermina Nikšića dovela u nezgodan položaj, jer je Helez bio osramoćen zbog subjektivnosti.

### Nova politička kriza
Dana 18. lipnja 2012., SDP je napravio dogovor s oporbenim HDZ-om BiH glede rekonstrukcije federalne, ali i državne vlade. Marinko Čavara, potpredsjednik HDZ-a BiH, izjavio je da HDZ BiH i SDP podržavaju rekonstrukciju federalne vlade, što uključuje i Budimirovu ostavku, međutim nisu imali dovoljnu, dvotrećinsku, većinu u Predstavničkom domu Federalnog parlamenta.
Stvari su se dodatno zakomplicirale 22. lipnja 2012., nakon što je nakon sjednice Vlade, Budimir prihvatio ostavku Desnice Radivojevića iz SDA, koji je tražio ostavku s položaja ministra trgovine. Međutim, kasnije je Radivojević tvrdio kako nikada nije podnio zahtjev za ostavkom. Tijekom te sjednice Federalne vlade, ministri iz SDP-a predložili su uklanjanje u rukovodećim i nadzornim odborima javnih kompanija koje su u vlasništvu Federacije. Postojala je sumnja kod drugih stranaka u Vladi da je SDP ovakvim stavom bio potaknut zbog želje za kontrolom javnih kompanija, a Radivojevićev glas im je bio potreban kako bi proveli ovu odluku, iako se njegova stranka, SDA, protivila takvom potezu. Radivojević je izjavio da je njegovo uklanjanje s ministarskog položaja protuustavno, dok je premijer Federacije BiH, Nermin Nikšić iz SDP-a, rekao kako je Budimir zlouporabio svoj položaj. Meutim, 12. lipnja, grafolog, prof. Esad Bilić, utvrdio je kako je Radivojevićev potpis na zahtjevu za ostavku autentičan, te je njegova tužba protiv Budimira odbačena. Tri mjeseca kasnije, 10. listopada 2012. Ustavni sud Federacije BiH donio je odluku kako je Budimirov potez oko smjene Radivojevića u skladu s ustavom te su tako odbačene i optužbe Nikšića da je njegovo djelovanje bilo protivno Ustavu. No, Ustavni sud je predložio Budimiru da još jednom razmotri Radivojevićevu volju i uvjete u kojima je dao ostavku. Budimir je kasnije komentirao kako za njega ne postoji razlog da promijeni svoju odluku.

Budimir svojim ignorantskim odnosom prema parlamentarnoj većini u Federaciji BiH samo nastavlja grubo zloupotrebljavati položaj i dužnost koju obnaša što je nezapamćeno od vremena Nikole Poplašena koji je zbog istih opstrukcija smjenjen od strane OHR-a. Ovakvim ponašanjem Budimir ponižava, ne samo Parlament FBiH, nego i volju naroda i građana iskazanu na izborima time što je u prvi plan stavio svoje i političke interese te se odlučio za opstrukciju i blokadu izvršne i zakonodavne vlasti što je nedopustivo.

Zbog Budimirove smjene je u srpnju 2012. izbila žustra rasprava u Domu naroda Parlamenta FBiH. Klub hrvatskih i srpskih zastupnika podržavao je smjenu uz protivljenje dijela bošnjačkog kluba zastupnika. Dvije trećine zastupnika doma naroda potpisale su inicijativu za smjenu Budimira. Nermin Nikšić, predsjednik federalne vlade, je na sastanku s Budimirom održanim 10. prosinca 2012., zatražio smjenu osam ministara iz SDA, HSP-a BiH i NSRzB-a. U istom mjesecu nova parlamentarna većina iskazala je svoje nepovjerenje prema izvršnoj vlasti u Federaciji BiH. Parlamentarna većina je u siječnju 2013. inicirala izglasavanje nepovjerenja federalnoj vladi s ciljem da se riješi politička kriza. Tjedan dana poslije, 17. prosinca, Budimir je u službenom odgovoru odbacio Nikšićev zahtjev za smjenom ministara. Istog mjeseca Budimir je održao sastanak s Fahrudinom Radončićem, predsjednikom SBB-a i Božom Ljubićem, predsjednikom HDZ-a 1990 na kojem je tražio rješenje za rekonstrukciju federalne vlasti. Na sastanku je izrazio stav da će se protiviti rekonstrukciji vlade sve dok ona nema podršku trećine ministara svakog naroda. Budimir je u veljači 2013. pozvao sve relevantne stranke u Federaciji na sastanak glede rješavanja političke krize, međutim, svoje sudjelovanje su odbila oba HDZ-a, SBB i SDP BiH, a na razgovorima su nastavili sudjelovati samo SDA, HSP BiH i NSRzB, no ishod razgovora ostao je bez zaključaka. Oba doma Parlamenta Federacije su u isto vrijeme izglasovala nepovjerenje federalnoj vladi, međutim, SDA je stopirala proces smjene u Domu naroda pozivajući se na vitalni nacionalni interes.

### Istraga za primanje mita i osnivanje stranke
Nakon što nije izabran za predsjednika Glavnog stana HSP-a BiH u studenome 2011. i nakon raskola u HSP-u BiH, Budimir je tražio ostavku predsjednika stranke Zvonke Jurišića, koji je odbio odstupiti. Jurišić je u listopadu u intervjuu za Večernji list izjavio da će Budimir "vjerojatno otići i osnovati novu stranku". To se i dogodilo kada je Budimir na tiskovnoj konferenciji 7. ožujka 2013. obznanio kako odlazi iz HSP-a BiH zbog "nefunkcioniranja stranačkih organa HSP-a" te je najavio osnivanje nove političke stranke s "radnim" nazivom "Stranka pravde i povjerenja". Stranka je osnovana 13. travnja 2013. u zgradi Parlamenta FBiH u Sarajevu. Na osnivačkoj skupštini stranke bilo je prisutno 206 izaslanika. SPP je osnovana kao stranka desnoga centra, a kao temeljni ciljevi stranke postavljeni su očuvanje BiH, jednakorpavnost tri konstitutivna naroda i gospodarski razvoj Bosne i Hercegovine.
U okviru akcije "Patriot" pokrenute od Državne agencije za istrage i zaštitu (SIPA), zbog sumnje da je primao mito prilikom potpisivanja pomilovanja za zatvorenike, Budimir je 26. travnja 2013. bio uhićen u svome uredu u Sarajevu u zgradi Predsjedništva Bosne i Hercegovine. S njim su bili uhićeni i neki njegovi suradnici. Prilikom pretresa SIPA je u Budimirovom predsjedničkom uredu pronašla pištolj "češku zbrojevku", za koju je Budimir tvrdio da ju je dobio 1996., iako za nju nije imao oružani list niti dozvolu. Dva dana kasnije, 28. travnja, Sud Bosne i Hercegovine je Budimiru u njegovim suradnicima, Petru Barišiću, Ivanu Jurčeviću, Saudu Kulaosmanu i Hidajetu Haliloviću odredio jednomjesečni pritvor. Mjesec dana kasnije, 21. svibnja, Tužiteljstvo Bosne i Hercegovine tražilo je produljenje pritvora za još dva mjeseca, međutim, 24. svibnja, Ustavni sud Bosne i Hercegovine uvažio je žalbu Budimirovih odvjetnika te naložio Sudu BiH da se Budimir i njegovi suradnici puste na slobodu. Ustavni sud je svoju odluku obrazložio nepostojanjem osnovane sumnje za primanje mita i da su tužbe protiv Budimira bile u kategoriji "rekla-kazala". Protiv njega je optužnica podignuta 5. lipnja 2013.
Budimirova Stranka pravde i povjerenja cijeli je događaj oko njegovog uhićenja komentirala kao pokušaj rekonstrukcije Vlade Federacije Bosne i Hercegovine. Za svoje uhićenje optužio je HDZ BiH, SDP BiH, Fahrudina Radnočića, ministra sigurnosti BiH i predsjednika SBB-a i Milorada Dodika, predsjednika Republike Srpske.
Suđenje Budimiru na Općinskom sudu u Sarajevu bilo je zakazano 30. listopada 2013., međutim, Budimir se nije pojavio, pa je sljedeće suđenje zakazano 26. studenog i 1. prosinca 2013. Dopredsjednik Budimirove stranke i zastupnik Zastupničkog doma Parlamenta FBiH, Željko Asić, također je uhićen pod sumnjom da je primao mito za zapošljavanje u Elektroprivredi Herceg-Bosne 8. studenog 2013. Optužnica protiv Budimir i njegovih suradnika konačno je podignuta 27. studenog 2013.
Prilikom određivanja ustavnosti određenih članaka Zakona o pravima branitelja i članova njihovih obitelji pred Ustavnim sudom BiH u rujnu 2013., Budimir je osporio pojedine odredbe Zakona s obrazloženjem da Zakon ne obuhvaća pripadnike Narodne obrane Republike Zapadne Bosne (NO RZB). Budimir je izrazio namjeru da izjednači prava pripadnika NO RZB s pravima pripadnika Armije RBiH i HVO-a. Ustavni sud BiH je u studenome 2013. ipak presudio u korist pripadnika NO RZB proglašavajući sporne odredbe neustavnima.

### Smjena ministra financija
Na temelju Nikšićevog zahtjeva za smjenom osmorice ministara iz SDA, NSRB-a i HSP-a BiH iz prosinca 2012. Budimir je smijenio ministra financija Antu Krajinu, nekad člana HSP-a BiH, 3. siječnja 2014. Predsjednik Vlade Nikšić usprotivio se smjeni Krajine optuživši Budimira da već duže vrijeme ucjenjuje ministre u Vladi. Smjenom ministra Krajine dovedena je u pitanje isplata mirovina, invalidnina, poticaja, plaća i drugih davanja iz proračuna Federacije BiH. S druge strane, Budimir je Krajinu optužio da je najodgovornija osoba za "nezakonito postupanje prema braniteljskoj populaciji", odnosno za uskraćivanje braniteljske naknade pripadnicima HVO-a u Ljubuškom, Grudama, Posušju i Orašju. Također je izjavio spremnost za smjenom i ministra branitelja Zukana Heleza iz SDP-a ako dobije zahtjev za smjenu od predsjednika Vlade Nikšića. Krajina je međutim svoju smjenu objasnio neopravdanom, jer Ministarstvo financija ne može isplaćivati bilo što bez naloga resornog ministarstva, odnosno Ministarstva branitelja. Premijer Nikšić najavio je ocjenu ustavnosti Budimirovog poteza.

Steže se obruč oko Budimira kada ćemo protiv njega uputiti kaznenu prijavu zbog njegovih potpisa za nezakonita umirovljenja. Danas je smijenio časna čovjeka. Ja sam obustavio isplate zbog neprovođenja revizije u tim općinama [Ljubuški, Grude, Posušje i Orašje].

Zbog smjene Krajine s Budimirom se sastao visoki predstavnik Inzko 7. siječnja 2013. Na sastanku je od njega tražio da povuče odluku o smjeni. Premijer Nikšić imao je prijedlog da se smjeni čitava federalna Vlada zajedno s Budimirom. Inzko je upozorio Budimira da je njegova odluka o smjeni "neodgovoran potez" i da može dovesti u pitanje fiskalnu stabilnost i funkcioniranje, ne samo Federacije BiH, već i čitave države. Iznko je u svom prijedlogu tražio ili povlačenje odluke ili izmjenu odluke tako da se Krajini dopusti daljnje obnašanje dužnosti ministra sve dok se ne imenuje njegov nasljednik ili dok se drugačije ne odluči. Budimir je na sastanku rekao kako ne će povući svoju odluku o Krajininoj smjeni. Kao mogući kompromis Budimir je ponudio mogućnost da Krajina nastavi raditi kao ministar do 31. siječnja nakon čega bi se izabrao njegov nasljednik.
Potpredsjednik Federacije BiH Mirsad Kebo 12. siječnja je od Budimira tražio da smjeni i ministra poljoprivrede, vodoprivrede i šumarstva Jerku Ivankovića Lijanovića iz Narodne stranke Radom za boljitak za kojeg je premijer Nikšić tražio smjenu također u prosincu 2012. Kao argumente za Lijanovićevu smjenu, Kebo je naveo istragu koja se vodi protiv njega pri Tužiteljstvu BiH u slučaju Hypo banke, zatim zlouporabu položaja i neregularnost kod isplate poticaja zbog čega su i poljoprivrednici tražili njegovu smjenu te gospodarenje fondacijom Odraz i pokušaj upravljanja milijunima konvertibilnih maraka koje su bile namijenjene poljoprivrednicima. Kebo je izrazio sumnju da je Lijanović neformalno nadređen Budimiru. Lijanović je dan poslije na konferenciji za novinare odbacio Kebine tvrdnje.
Budimir je 13. siječnja u potrazi za rješenjem za nastalu krizu tražio od federalne Vlade da ovlasti pomoćnika ministra financija za Blagajnu kao ovlaštenog potpisnika za platne naloge s jedinstvenog računa i plaćanje vanjskog duga Federacije BiH. Takav slučaj već se dogodio kada je 16. studenog 2006. ministar financija Dragan Vrankić dao ostavku zbog odlaska na drugu dužnost. Vlada je međutim na sjednici održanoj dan poslije odbacila Budimirov prijedlog jer ne postoji zakonski uvjet za ovlaštenje pomoćnika ministra financija. Budimir je optužio federalnu Vladu da vrše pritisak kako bi se Krajina vratio na položaj ministra financija te je naveo da zakonski uvjeti postoje kako bi se prihvatio njegov prijedlog. Nikšić je ustvrdio kako je njegov zahtjev za smjenom osam ministara od 10. prosinca 2012. nevaljan jer je Budimir svojim odgovorom od 17. prosinca 2012. odbio pristati na Nikšićeve zahtjeve. Ustavni sud Federacije BiH je 15. siječnja donio odluku kako ministar Krajina ostaje na toj dužnosti do ocjene ustavnosti o njegovog smjenjivanja.
Sredinom siječnja 2014. procurila je snimka razgovora između Budimira i urednika Federalne Televizije (FTV) Avde Avdića na kojoj su dogovarali obračunavanje s Budimirovim političkim protivnicima, među kojima su Helezovo Ministarstvo branitelja zbog procesa revizije i Šahbaz Džihanović, kandidat za ustavnog sudca. Avdić je Budimiru obećao da može kompromitirati Džihanovića preko Vjeke Vukovića, predsjednika državnog Povjerenstva za sigurnost koji posjeduje kompromitirajuće dokumente o Džahinoviću. Budimir je, međutim, izjavio da u snimci nije zapazio ništa kompromitirajuće, te da mu je "sasvim normalno da u svakoj državi u svijetu novinar ili urednik javne TV ili javnog servisa ima određenu komunikaciju s ljudima koji su u vlasti".
Ivan Žilić, navodni milijarder iz Vareša, koji tvrdi da plaća €1 milijardu poreza u Luksemburgu, izjavio je kako ga je posjetio Budimir i pokušao ga prevariti tražeći od njega da uz pomoć svoje firme u Frankfurtu kupi Aluminijski kombinat u Mostaru preko "Hercegovina osiguranja" i "Hercegovina banke", poduzeće koje je, kako je naveo, likvidirano, čime bi Budimir primio bezrazložno obogaćenje. Budimir je zanijekao Žilićeve tvrdnje opisavši ih lažnima, no priznao je kako ga je posjetio i predložio mu da kupi "Aluminij" iz Mostara onim novcem koji bi ionako otišao na plaćanje milijarde vrijednog poreza.

## Izborna kampanja za hrvatskog člana Predsjedništva BiH
U kolovozu 2013. Budimir je najavio da će se kandidirati na općim izborima za hrvatskog člana Predsjedništva Bosne i Hercegovine koji se trebaju održati u listopadu 2014. U intervjuu za sarajevsko Oslobođenje u travnju 2014. rekao je kako ne odustaje od kandidature jer smatra da ima velike izglede. Optužen da će kao i Željko Komšić dobiti brojne glasove Bošnjaka odgovorio je da "hoće li mi dobiti bošnjačke glasove ili ne, uvijek će se kalkulirati" te da računa na glasove Hrvata Sarajeva, Tuzle, Zenice, središnje Bosne, ali i Hercegovine.
U lipnju 2014. su se oko Budimirove Stranke pravde i povjerenja okupile Demokratska narodna zajednica BiH, Socijaldemokratka unija BiH, Stranka penzionera-umirovljenika BiH, Liberalno demokratsku stranka BiH i Stranka udruženih nezavisnih demokrata BiH. Oni su uspostavili koaliciju Zajedno za promjene 25. lipnja 2014., te su stranke koalicije podržale Budimirovu kandidaturu za hrvatskog člana Predsjedništva BiH.
Potpredsjednik SPP-a, Mišo Andrić, u intervjuu za mostarski Dnevni list je rekao kako Čović uživa podršku unutar hrvatskog korpusa, no da Budimir ima podršku među "ostalim građanima i narodima, te među nacionalnim manjinama". Na temelju te pretpostavke izjavio je da će Čović i Budimir biti u "mrtvoj utrci" za hrvatskog člana Predsjedništva. Ovakav stav proturječan je Budimirovim stavovima iz 2010., kada je tražio od Željka Komšića da povuče kandidaturu jer ga nije izabrao hrvatski narod.

## Politički stavovi

### Unutarnje uređenje BiH
To [posavski distrikt] je vječna tema koja se javlja kao protuteg priči o trećem entitetu. Istovremeno, pokušava se od RS-a otkinuti dio teritorija. [...] Priznajem, Budimirova ideja je fenomenalna iz kuta "platformaša" jer na taj način jednim metkom hoće raniti i Srbe i Hrvate. [...] Smatram i da ovakve inicijative ne će zaustaviti proces uspostavljanja trećeg entiteta u BiH.

Nisam ja za to [većinski hrvatski entitet]. Takav je ustroj države u BiH nemoguć. To bi bio veliki poraz Hrvata u BiH jer trećim entitetom mi Hrvati izgubili bismo velik dio teritorija koji se proteže od Livna pa sve do Neuma.

Budimir zagovara stvaranje posavskog distrikta. Prema njegovom mišljenju, takav distrikt bi donio političku, gospodarsku i socijalnu stabilnost u regiju, s tim u svezi, stvaranje distrikta bi, po njegovim tvrdnjama, pomoglo povratku izbjeglica. Posavski distrikt bi trebao, kako smatri Budimir, nastati proširenjem Brčko distrikta na još nekoliko općina u Republici Srpskoj i Federaciji BiH čime bi se spriječilo izdvajanje ovog entitete iz Bosne i Hercegovine. Općine koje bi uključivao posavski distrikt bile bi Bosanski Brod, Derventa, Modriča, Gradačac, Brčko distrikt, Pelagićevo, Donji Žabar, Orašje, Domaljevac, Bosanski Šamac, Vukosavlje. Budimir je za prijedlog posavskog distrikta dobio podršku i visokog predstavnika Valentina Inzka, a predstavljen je i veleposlaniku SAD-a u BiH Jamesu Foleyu. Ovakav prijedlog naišao je na žestoke kritike u Republici Srpskoj.
U siječnju 2012. Budimir se sastao s visokim predstavnikom Inzkom s kojim se složio da se Federacija BiH i Republika Srpska trebaju zbližiti, da se FBiH treba reorganizirati, a posebice kod smanjenja uprave s ciljem da se dobije gospodarska stabilnost. Budmir se uz to zalaže i za centralizaciju Bosne i Hercegovine, slabljenje ovlasti entiteta i jačanje institucija Bosne i Hercegovine. U intervjuu za Dnevni list u listopadu 2013. izjavio je da se protivi tročlanom Predsjedništvu Bosne i Hercegovine jer je ono "dezintegrativni faktor" u državi, te je izjavio da Bosna i Hercegovina treba samo jednog predsjednika. Također je podržao i osnivanje Vrhovnog suda BiH. Usprotivio se i pravu veta u svrhu zaštite vitalnih nacionalnih interesa izaslanika u Doma naroda BiH zbog kojeg je "zakonodavna vlast u državi invalidna". Naime, ako većina izaslanika jednog naroda smatra da je ugrožena ravnopravnost ili vitalni nacionalni interes tog naroda, ima pravo uložiti veto na odluke Zastupničkog doma BiH.
Glede uspostave trećeg, većinski hrvatskog, entiteta u Bosni i Hercegovini Budimir je mijenjao stajalište. U intervjuu iz prosinca 2009. izjavio je da "na neki način podržava treći entitet", pravdajući stav bošnjačkim preglasavanjem Hrvata u Vladi FBiH. Međutim, u kolovozu 2013. Budimir je promijenio stav, držeći kako bi stvaranje hrvatskog entiteta značio poraz Hrvata u Bosni i Hercegovini.

### Odnos prema političkim strankama
Mislim da je to izuzetno loš i neprirodan savez [HDZ BiH i SNSD]. Kako Hrvati mogu biti u savezu s osobama koje do danas kreiraju i provode velikosrpske projekte?

Budimir je u više navrata kritizirao Dragana Čovića, predsjednika HDZ-a BiH i Milorada Dodika, predsjednika Republike Srpske i predsjednika SNSD-a. Čovića i Dodika optužio je kao prepreku Bosni i Hercegovini prema euroatlanskim integracijama te je njihovu politiku okarakterizirao kao "opasnost za postojanje BiH". Kada je, pod sumnjom da je primao mito prilikom pomilovanja zatvorenika, bio uhićen, optužio je Dragana Čovića i Fahrudina Radončića, ministra sigurnosti te da je njegovo uhićenje izvršeno uz potporu Milorada Dodika jer im on predstavlja "trn u oku".
U intervjuu za sarajevsko Oslobođenje napravljenom u travnju 2014. rekao je kako misli da je Stranka demokratske akcije zajedno s HDZ-om BiH "najodgovornija za stanje u Federaciji BiH" te dodao kako smatra da su u razdoblju koalicije SDA i HDZ-a BiH bili prisutni "korektniji odnosi" nego što je to slučaj u platformaškoj Vladi sa SDP-om BiH, a posebice u oblasti položaja Hrvata u BiH. Isti mjesec, u intervjuu za mostarski Dnevni list ponovio je stav kako HDZ BiH smatra najodgovornijim za loš položaj Hrvata u BiH. Prema njemu, Hrvatski narodni sabor je samo politički marketing HDZ-a BiH koji služi kako bi se Hrvatima "prodavala magla". Glede HDZ-a 1990 ustvrdio je da ako ostane unutar HNS-a, da između njih i HDZ-a BiH ne postoje razlike, pa samim tim niti razlog postojanja dviju stranaka osim za osobne ambicije. Optužio je i HDZ BiH za prevrtljivost i dvoličnost jer su potpisali Deklaraciju o europskim vrijednostima sa Srpskom demokratskom strankom (SDS), koji je oporbena stranka prema Dodikovom SNSD-u i SDA, dok s druge strane održavaju dobre odnose s Dodikovim SNSD-om i Radončićevim SBB-om, koji je u lošim odnosima sa SDA.

### Druga stajališta
Dan prije suđenja hrvatskoj "šestorci" iz Bosne i Hercegovine, Jadranku Prliću, Slobodanu Praljku, Bruni Stojiću, Valentinu Ćoriću i Milivoju Petkoviću, 28. svibnja 2013. Budimir je u intevjuu izrazio podršku "šestorci", te je izjavio da se ne može donijeti odluka da je Republika Hrvatska izvršila agresiju na Bosnu i Hercegovinu, te dodao da bi se prije moglo reći kako je vršena agresija na Hrvatsku s područja Bosne i Hercegovine. Međutim, "šestorka" je osuđena u nepravomoćnoj presudi, a uvažena je i točka optužnice u kojoj se navodi da je između Hrvatske i Bosne i Hercegovine postojao međunarodni sukob, odnosno da je Hrvatska izvršila agresiju na Bosnu i Hercegovinu.

## Odlikovanja i priznanja
Budimir je 27. veljače 2013. na Sveučilištu Sun Jo Hwang u Južnoj Koreji dobio počasni doktorat javne uprave. Kao razlog za dodjelu odlikovanja, sa Sveučilišta su naveli Budimirovo zalaganje za "nadilaženje razlika u ideologijma i razmišljanjima među narodima".
| vrpca   | odlikovanje                      | dan odlikovanja   |
| ------- | -------------------------------- | ----------------- |
|         | Red Nikole Šubića Zrinskog       | 11. srpnja 1996.  |
|         | Red bana Jelačića                | 26. svibnja 1995. |
|         | Red hrvatskog trolista           | 26. ožujka 1996.  |
|         | Red hrvatskog pletera            | 26. ožujka 1996.  |
|         | Spomenica domovinske zahvalnosti | 11. srpnja 1996.  |
| izvori: |                                  |                   |

## Vanjske poveznice
- Popis osoba koje je pomilovao Živko Budimir. Centar za istraživačko novinarstvo. Preuzeto 25. studenog 2013.